# Тольчор
Тольчор (устар. Туль-Чор) — река в России, протекает по территории Ямало-Ненецкого автономного округа. Сливаясь с рекой Сукылтэчор образует Малую Ширту. Длина реки составляет 20 км.
Высота устья — 68 м нум.
В 1 км от устья по левому берегу впадает река Тотчор.

## Данные водного реестра
По данным государственного водного реестра России относится к Нижнеобскому бассейновому округу, водохозяйственный участок реки — Таз, речной подбассейн реки — подбассейн отсутствует. Речной бассейн реки — Таз.
Код водного объекта в государственном водном реестре — 15050000112115300065178.